# سیسیلیا بردر
سیسیلیا بردر (فرانسوی: Cécilia Berder‎؛ زادهٔ ۱۳ دسامبر ۱۹۸۹) شمشیرباز اهل فرانسه است.